# Amanita zambiana
Amanita zambiana ist ein Ständerpilz aus der Familie der Wulstlingsverwandten (Amanitaceae), der in Afrika vorkommt. 

## Merkmale

### Makroskopische Merkmale
Amanita zambiana bildet recht große Fruchtkörper mit einem Hut von zehn bis zwanzig, manchmal bis zu dreißig Zentimeter Durchmesser. Er ist anfangs kugelig bis eiförmig und einfarbig olivbraun. Später ist er abgeflacht und rein weiß außer der  oliv-braunen Mitte. Die klebrige Hutoberfläche ist glatt und glänzend und ohne Velumreste. Der Hutrand ist fein gerieft. Das Hutfleisch ist bis zu 1,5 cm dick, weiß und verfärbt sich nicht bei Verletzung. Die bis zu 1,5 cm breiten, weißen Lamellen stehen frei, gedrängt und sind fein gekerbt. Zwischen den Lamellen befinden sich je drei Lamelletten. Der stämmige, hohle Stiel ist weißlich, faserig und beringt. Er ist 10 bis 15 cm lang und 1,5 bis 2 cm dick. Der Ring ist fein gerillt und an der oberen Hälfte des Stiels. Die Volva an der Stielbasis ist schwarz-braun mit flockigen Schuppen. Sie ist fünf bis zehn Zentimeter lang und drei bis fünf Zentimeter breit.

### Mikroskopische Merkmale
Die durchscheinenden, inamyloiden Sporen sind fast kugelig bis breit eiförmig. Sie sind  neun bis dreizehn Mikrometer lang und acht bis zehneinhalb Mikrometer breit. Sie sind dünnwandig und besitzen meist einen einzelnen Öltropfen.

## Verbreitung, Ökologie und Phänologie
Amanita zambiana ist in Afrika weit verbreitet. Bekannt sind Fundorte aus Sambia, Malawi, südliches Tansania, Simbabwe, Mosambik, Benin und Togo. Die Art bildet ihre Mykorrhizen oft mit Brachystegia-Arten. Fruchtkörper werden auch oft in kleinen Gruppen am Rande von Kiesstraßen gefunden.

## Systematik und Taxonomie
Amanita zambiana wurde 1980 von David Pegler und Graham Piearce erstbeschrieben. Die Art wird innerhalb der Gattung der Wulstlinge (Amanita) der Sektion Vaginatae, den Scheidenstreiflingen zugeordnet.

## Bedeutung
Amanita zambiana ist gut essbar, wird als Speisepilz genutzt und auch auf Märkten verkauft, aber meist nur der Hut. Manchmal wird er auch getrocknet, aber erst nach gründlichem Kochen und Wässern. 2002 kostete der Kilopreis in Sambia durchschnittlich drei US-Dollar. Auf Bemba wird er tente genannt, auf Chichewa und ChiKaonde ndelema. Er wird auf als Weihnachtspilz bezeichnet, da er oft Im Dezember und im frühen Januar wächst.